# EPrix Hajdarábádu
ePrix Hajdarábádu je jedním ze závodů šampionátu vozů Formule E, pořádané Mezinárodní automobilovou federací. Místem konání je v současnosti trať Hyderabad Street Circuit ve městě Hajdarábád, v Indii. Poprvé se zde závodilo během sezóny 2022/23 a do Indie se tak vrátily závody monopostů po 10 letech od poslední Velké ceny Indie vozů Formule 1 v roce 2013.

## Historie
Hajdarábád byl jedním z mnoha indických měst, které měly zájem o pořádání závodů FIA Formule E. Hlavními favority byly Dillí a Bombaj, ale až po pandemii covidu-19 se Hajdarábád vrátil do hry. Dne 17. ledna 2022 vláda regionu Telangana podepsala smlouvu o záměru s organizátory, že se chce stát pořadatelem ePrix. Plánovaným datem by byl začátek sezóny 2022/23. Následně byla ePrix Hajdarábádu zařazena do kalendáře jako čtvrtá v pořadí, s datem 11. února 2023. 

## Okruh
Okruhem pro ePrix je Hyderabad Street Circuit, tedy trať postavená na břehu umělého jezera Hussain Sagar, kde se v roce 2022 již jel závod série Indian Racing League.
Samotný okruh a jeho rozložení je terčem kontroverzí. Původní design vytvořila filipínská společnost PPE Racing, později byl upraven společností Driven International, která již dříve provedla například úpravy okruhu Yas Marina Circuit v Abú Zabí. Výsledek úprav byl přijat pozitivně.

## Vítězové ePrix Hajdarábádu

### Vítězové v jednotlivých letech
| Rok  | Jezdec           | Konstruktér | Trať                     | Výsledky |
| ---- | ---------------- | ----------- | ------------------------ | -------- |
| 2023 | Jean-Éric Vergne | DS Penske   | Hyderabad Street Circuit | Výsledky |